# Rhipsalis ewaldiana
A Rhipsalis ewaldiana egy széles körben termesztett epifita kaktusz, mely a természetben csak ritkán található meg.

## Jellemzői
Dimorfikus szárú növény, elsődleges szárai 600 × 4–5 mm-esek, átmeneti növekedésűek, 4-élűek, míg másodlagos hajtásai csupán 30–60 mm hosszúak, többnyire 3-élűek, determinált növekedésűek. Virágai laterálisan jelennek meg a másodlagos hajtásain, bimbója pirosas, a virágok fehérek, 14–20 mm átmérőjűek teljes kinyíláskor. Termése rózsaszínes 8 mm átmérőjű bogyó.

## Elterjedése
Brazília: Rio de Janeiro állam, valószínűleg Serra dos Orgaos, azonban mindezidáig leírt példányai mind termesztésből származnak.

## Rokonsági viszonyai
A Rhipsalis subgenus tagja. Nem kizárt, hogy a taxon hibrid eredetű, és egyik szülőfaja a Rhipsalis mesembryanthemoides, másik pedig valamelyik szárnyalt vagy bordázott szárú faj lehet, azonban oly mértékben különbözik minden más leírt Rhipsalis fajtól, hogy faji szintű elkülönítése mindenképpen indokolt.